# Gonneville-sur-Mer
Gonneville-sur-Mer település Franciaországban, Calvados megyében. Lakosainak száma 652 fő (2022. január 1.). Gonneville-sur-Mer Auberville, Dives-sur-Mer, Douville-en-Auge, Grangues, Houlgate, Saint-Vaast-en-Auge és Villers-sur-Mer községekkel határos.

## Népesség
A település népességének változása:
| Lakosok száma | 462  | 399  | 504  | 581  | 704  | 685  | 673  | 678  | 670  | 652  |
|               | 1968 | 1982 | 1990 | 2006 | 2013 | 2015 | 2017 | 2019 | 2020 | 2022 |